# 9-я армия (СССР)
9-я армия — оперативное войсковое объединение (армия) в составе РККА Вооружённых Сил СССР во время советско-финской войны (ноябрь 1939 года — март 1940 года), присоединения Бессарабии (июнь — июль 1940 года), Великой Отечественной войны (1941—1945 годы) и в послевоенные годы (1966—1989 годы).
Сокращённое действительное наименование формирования, применяемое в документах — 9 А.

## 1-е формирование
Объединение сформировано в составе управления, 47-го и особого стрелкового корпусов под командованием комкора М. П. Духанова.
В составе Ленинградского военного округа начиная с 30 ноября 1939 года принимала участие в советско-финской войне (1939—1940) на Кандалакшском и Ребольском направлениях.
Согласно оперативной директиве наркома обороны 9-я армия должна была прорвать оборону противника и выйти к Ботническому заливу, «перерезав» Финляндию в самом узком месте страны в районе Оулу. В состав армии входили Особый стрелковый корпус комдива Шмырёва (163-я и 54-я стрелковые дивизии), 47-й стрелковый корпус, 122-я и 44-я стрелковые дивизии.
В битве при Суомуссалми (7 декабря 1939 — 8 января 1940) 44-я (комбриг А. И. Виноградов) и 163-я (комбриг А. И. Зеленцов) стрелковые дивизии углубились в финскую территорию, растянулись вдоль дорог и частично потеряли управление, чем воспользовалось финское командование. Ударами по коммуникациям дивизии были раздроблены на изолированные друг от друга части с условиях заснеженной тайги и по частям разбиты финскими войсками. Признанные виновными в поражении командир 44-й стрелковой дивизии А. И. Виноградов и начальник штаба этой дивизии полковник О. И. Волков по приговору военного трибунала 9-й армии были расстреляны.
Потери 9-й армии в советско-финской войне составили 13 536 человек безвозвратных потерь и 32 573 человек санитарных потерь (из них 12 250 заболевших и 2 649 человек обмороженных).

### Командование

#### Командующие армией
- комкор М. П. Духанов (21 ноября — 22 декабря 1939).[2]
- комкор В. И. Чуйков (22 декабря 1939 — 5 апреля 1940).

#### Начальники штаба армии
- полковник Разуваев В. Н.[9]
- генерал-майор Никишов Д. Н.[10]

#### Начальник связи армии
- полковник Матвеев Н. С. (октябрь 1939 — май 1940)

#### Главный хирург
Главным армейским хирургом армии являлся Вишневский Александр Александрович.

## 2-е формирование
Сформирована для военного похода с задачей возвращения Бессарабской губернии в состав СССР. В июне — июле 1940 года без боевых действий произошло Присоединение Бессарабии и Северной Буковины к СССР.

### В составе
- Южного фронта

### Командование
Военный Совет армии:
- Болдин, Иван Васильевич, командующий войсками армии, генерал-лейтенант (20 июня — 10 июля 1940).
- Козлов, Дмитрий Тимофеевич, заместитель командующего войсками армии, генерал-лейтенант (20 июня — 10 июля 1940).

### Состав
На 20 июня 1940:
- Управление (штаб),
- 140-я стрелковая дивизия на Юго-Западном фронте с базами в с. Большой Молокиш, г. Рыбница, с. Гидирим,
- 7-й стрелковый корпус,
- 35-й стрелковый корпус,
- 37-й стрелковый корпус,
- 21-я танковая бригада,
- 522, 110, 320, 124, 430,439-й артполки и 317-й артдивизион РГК ,
- 55-й стрелковый корпус,
- 5-й кавалерийский корпус,
- 4-я легкотанковая бригада,
- 14-я тяжёлая танковая бригада,
- Рыбницкий укреплённый район,
- Тираспольский укреплённый район,
- Авиация армии — один полк ДБ, пять полков СБ, один легкобомбардировочный полк и шесть истребительных полков (131-й истребительный авиационный полк)

На 22 июня 1940:
- Все выше перечисленные соединения,
- Северо-западный укреплённый район (с 22.06.1940),
- Днепровская военная флотилия (передана в состав Северо-Западного УР).
- 48 стрелковый корпус

На 27 июня 1940:
- 7-й стрелковый корпус,
- 35-й стрелковый корпус,
- 4-я легкотанковая бригада,
- 37-й стрелковый корпус,
- 522, 110, 320, 124, 430, 439-й артполки и 317-й артдивизион РГК ,
- 55-й стрелковый корпус,
- 5-й кавалерийский корпус,
- Северо-западный укреплённый район (с 22.06.1940),
- Днепровская военная флотилия (передана в состав Северо-Западного УР),
- 14-я тяжёлая танковая бригада,
- Рыбницкий укреплённый район,
- Тираспольский укреплённый район,
- Авиация армии — один полк ДБ, пять полков СБ, один легкобомбардировочный полк и шесть истребительных полков.

### Боевая деятельность
1940 год
20 июня
В 21.40 командиры Генерального штаба Красной Армии подполковник Шикин и майор Рыжаев, прибывшие из Москвы в Киев, вручили командующему войсками КиевОВО генералу армии Г. К. Жукову директиву наркома обороны СССР и начальника Генштаба № 101396/СС. Командование Красной Армии приказывало приступить к сосредоточению войск и быть готовым к 22 часам 24 июня к решительному наступлению с целью разгромить румынскую армию и занять Бессарабию.
Для управления войсками из состава Управления Киевского Особого Военного Округа выделяется управление Южного фронта. Командующим войсками фронта назначается командующий войсками КиевОВО генерал армии Жуков, Георгий Константинович, штаб фронта в г. Проскуров.
Из войск Одесского ВО, Киевского ОВО, Харьковского ВО Северо-Кавказского ВО формировалась 9-я армия (командующий войсками армии генерал-лейтенант Болдин, Иван Васильевич, заместитель командующего войсками армии генерал-лейтенант Козлов, Дмитрий Тимофеевич), штаб армии в Гросулово (ныне Великая Михайловка) в 35 км к северо-востоку от г. Тирасполь.
Управления 35-го ск, 37-го ск и 7-го ск, 173-я, 176-я, 30-я, 164-я, 51-я, 95-я, 147-я, 150-я стрелковые дивизии и 15-я моторизованная дивизия; 21-я танковая бригада, 522-й, 110-й, 320-й, 124-й, 430-й, 439-й артполки и 317-й артдивизион РГК сосредотачивались в районе — г. Дубоссары, г. Тирасполь, Плоское, Шипка (Григориопольский район).
27 июня
Вечером почти все войска Южного фронта (командующий — генерал армии Г. К. Жуков, член Военного совета — корпусной комиссар В. Н. Борисов, начальник штаба — генерал-лейтенант Н. Ф. Ватутин) были сосредоточены и развёрнуты в соответствии с планом командования.
9-я армия развёрнута на фронте Б.Молокиш на севере — Овидиополь на юге. Штаб армии — в Гросулово 35 км к северо-востоку от г. Тирасполь (ныне — Великая Михайловка).
Состав армии:
- 7-й стрелковый корпус,
- 35-й стрелковый корпус,
- 37-й стрелковый корпус,
- 55-й стрелковый корпус,
- 5-й кавалерийский корпус.

28 июня
В 11.00 после согласия румынского правительства советские войска получили новую задачу — без объявления войны занять территории Бессарабии и Северной Буковины.
Командование Южного фронта отдало войскам директиву на выполнение задачи.
Командующий войсками армии получил задачи:
- 140-й сд одним стрелковым полком на машинах достичь р. Прут и закрепиться на рубеже Калинешты, Скулени (Скуляны), остальными силами дивизии выйти в район Бокша. С выходом дивизии в район Бокша передать её в распоряжение командира 36-го ск 5-й армии.
- 35-му ск подвижным эшелоном в составе 15-й мд, 21-й лтбр и одного стрелкового полка 95-й сд на машинах достичь р. Прут с задачей: прочно удерживать рубеж: 15-й мд на участке г. Унгены, Кастулени, стрелковому полку 95-й сд Немцени, Радюканьи и 21-й лтбр с. Леово, с. Цыганка (Молдавия), остальными силами 35-го ск занять — 173-й сд с 4-й тбр г. Кишинёв; главными силами 95-й сд — район Карпинени. Штаб дививзии-95 — Карпинени. Штаб корпуса-35 — Кишинёв.

Граница слева — Тирасполь, Селемет, Цыганка.
- гор. Бендеры занять стрелковым полком 51-й сд и г. Оргей (Оргеев) — усиленным стрелково-пулемётным батальоном УРа.[12]

В 13.15 командующий войсками армии издал боевой приказ № 2: Задача армии — быстрым выдвижением к р. Прут на фронте Яссы, Галац закрепить за СССР среднюю и южную часть Бессарабии.
В 14.00 войска фронта начали операцию по занятию территории Северной Буковины и Бессарабии.
В 14.30 штаб фронта доложил в Москву о том, что с переправой войск через реку Днестр и Днестровский лиман 9-й армии возникли проблемы.
В 23.00 армии фронта заняли Черновицы, Хотин, район Сторожинец, Сороки, Кишинёв, Аккерман и район Бельцы. Румынские войска продолжали отход за р. Прут.
В 23.00 командование фронта отдало своим войскам директиву с задачами:
- Армиям фронта к исходу 30.6 выйти к новой государственной границе.
- 9-й армии — выйти 29.6 на рубеж Пырлица, Ганчешты, Дезгинже. Основные силы действующих войск иметь: 15-ю мд в районе Пырлица, 95-ю сд — Ганчешты, 21-ю тбр — Дезгинже и 173-ю сд — Кишинев. Все эти соединения объединить в составе 35-го ск.[12]

В течение ночи в г. Кишинёв подтянулись главные силы 15-й мд, 4-й лтбр, передовой отряд 95-й сд и подвижной отряд 51-й сд.
29 июня
На основании директивы командования фронта, штаб 9-й армии в 5.10 издал боевой приказ № 3: в частности — 9-я армия 29.6 подвижными частями выходит на рубеж Пырлица, Ганчешты, Дезгинже.
Войска армии с утра возобновили продвижение вперёд.
На фронте армии 15-я мд 35-го ск в 6.00 выступила из Кишинёва и к 19.00 передовыми танковым и 321-м моторизованным полками достигла района Корнешты, Пырлица. Управление 35-го ск, 173-я сд и 4-я лтбр полностью сосредоточились в Кишинёве. Из состава танковой бригады через с. Ганчешты к переправе у с. Фэлчиу был направлен 46-й танковый батальон, который к исходу дня сосредоточился в Кании, где контролировал отход румынских войск. 95-я сд к исходу дня достигла района с. Милешты, с. Костешты.
В течение дня штаб армии передислоцировался в г.Тирасполь.
30 июня
В 0.15 начальник Генштаба Маршал Советского Союза Б. М. Шапошников сообщил находящемуся в г. Тирасполе народному комиссару обороны СССР Маршалу Советского Союза Тимошенко С. К. и командующему войсками Южного фронта генералу армии Жукову Г. К. о продлении срока эвакуации румынских войск до 14.00 3 июля. На основании полученной информации командование Южного фронта отдало приказ № 00151, в котором было сказано, армии фронта, продолжая выдвижение к новой границе, к исходу 29.06 заняли северную Буковину и заканчивают занятие Бессарабии. Далее командующий приказывал:
- 9-й армии передовыми частями 35-го ск к исходу 30.06 занять и закрепиться по р. Прут на участке (иск.) с. Скулени, с. Цыганка, имея основные силы 15-й мд в с. Пырлица, 95-й сд в с. Ганчешты.
- Разъяснить всему личному составу, что Советское правительство разрешило румынской армии производить эвакуацию до 14.00 3.07.40 г., поэтому все вопросы решать только мирным путём, допуская где нужно возможность нормального отхода. При отходе румынских частей не допускать производства румынскими солдатами грабежей, увода скота, подвижного состава и подвод, взятых у местного населения Бессарабии и Буковины, для чего выделить на переправы через р. Прут: от 9-й армии в с. Леушени танковый батальон с десантом; в г. Кагул один танковый полк от кд, в г. Рени танковый батальон с десантом пехоты; на переправу через р. Дунай в Измаил — один танковый полк от кд. Танковым полкам и батальонам выступить на указанные переправы в 5.00 30.6.1940 г.[12]

2 июля
5.00. Главные силы 95-й сд 35-го ск к 5.00 сосредоточились в районе с. Карпинен, а передовой отряд продолжал контролировать берег Прута от с. Леушени до с. Леово.
15.00. 15-я мд 35-го ск оставалась в районе с. Пырлица, с. Корнешты, (с. Петрешты находится рядом на границе). Передовой отряд дивизии контролировал переправу в г. Унгены, на которой румыны заминировали мост.
Штаб Южного фронта издал приказ № 017/сс в котором поставил задачу штабам 12-й, 5-й и 9-й армий организовать оборону границы и "разработать план использования войск на случай перехода Румынии к активным действиям. Этот план надо было представить на утверждение к 20.00 4.07.40 г.
3 июля
В 14.00 советско-румынская граница была закрыта и следовательно войска Южного фронта выполнили поставленную перед ними задачу. Главные силы приступили к изучению новых дислокации и плановой боевой и политической подготовке в занимаемых ими районах.
35-й ск в составе 15-й мд, 95-й сд, 173-й сд, 4-й лтбр находился на территории Бессарабии, 15-я мд и 95-я сд с 3 июля охраняли участок границы.
В 14.00 — 16.00 на Соборной площади г. Кишинёва (в советское время — площадь Победы) состоялся парад советских войск, в котором участвовали части 35-го ск, 173-й сд и 4-й лтбр. Парадом командовал командующий войсками 9-й армии генерал-лейтенант В. И. Болдин, а принимал его командующий Южным фронтом генерал армии Г. К. Жуков.
6 июля
СНК СССР принял постановление № 1193 — 464сс по которому территория Северной Буковины была включена в состав КОВО, а Бессарабии — в состав ОдВО и предусматривалось проведение организационных мероприятий в Красной Армии.
Нарком обороны СССР издал директивы Военным советам КОВО и ОдВО о новом составе и дислокации войск округов. В директивах предусматривалось начать новые формирования соединений, утверждённые правительством, перевести войска в новые места постоянной дислокации, расформировать части и учреждения, созданные для проведения освободительного похода и начать увольнение задержанных запасников после советско-финляндской войны.
7 июля на основании директивы наркома обороны № 0/1/104584 командующий Южным фронтом генерал армии Г. К. Жуков издал директивы № 050—052, согласно которым временно оставались в Северной Буковине и на севере Бессарабии 192-я гсд, 58-я, 60-я и 169-я сд, а остальные соединения, части и учреждения направлялись в пункты постоянной дислокации. Для постоянной дислокации в Бессарабии оставались 176-я сд в районе Сороки, Флорешты, Бельцы, 15-я мд в районе Бендеры, Тирасполь, 9-я кд в районе Леово, Комрат, 25-я сд в районе Кагул, Болград, 51-я сд в районе Килия, Старая Сарата, Аккерман и управления 14-гои 35-го соответственно в Болграде и Кишинёве.
8 июля в 20.00 граница была передана Красной Армией под охрану пограничным войскам НКВД. На новой границе и по рекам Прут и Дунай были развернуты с севера на юг 97-й (Черновицкий), 23-й (Липканский), 24-й (Бельцкий), 2-й (Каларашский), 25-й (Кагульский) и 79-й (Измаильский) погранотряды Украинского и Молдавского округов пограничных войск НКВД. Часть войск Южного фронта начала выдвижение к новым местам постоянной дислокации.
9 июля все войска Южного фронта выдвигались к местам постоянной дислокации. Управление Южного фронта расформировано.
10 июля управление 9-й армии было расформировано.

## 3-е формированиеВеликая Отечественная война
Сформирована 13 июня 1941 года на базе Одесского военного округа. Первоначально именовалась как 9-я отдельная армия. В её состав вошли управление, 14-й, 35-й и 48-й стрелковые, 2-й и 18-й механизированные корпуса, 2-й кавалерийский корпус, а также 80-й Рыбницкий укреплённый район, 81-й Дунайский укреплённый район, 82-й Тирасполький укреплённый район, 83-й Одесский укреплённый район, 84-й Верхнепрутский укреплённый район и 86-й Нижнепрутский укреплённый район укреплённые районы и нескольких различных отдельных частей, а также Военно-воздушные силы 9-й армии.
На утро 22 июня 1941 года численность армии составляла 325 700 солдат и офицеров, 5 554 орудия и миномёта, 769 танков, 1 216 самолётов.
По рассекреченным в начале XXI века данным отчётных документов войск, на утро 22 июня 1941 года части 9-й армии имели в своём составе:
- личного состава по списку — 171 570 человек, ещё 3 050 человек находились в частях на больших учебных сборах;
- 1 640 полевых орудий, 1 292 972 миномёта и 124 зенитных орудия;
- 912 танков и самоходных установок (из них 711 исправных);
- 1 041 боевой самолёт (из них 838 исправных), включая 287 бомбардировщиков, 697 истребителей, 57 разведчиков, 30 самолётов вспомогательной авиации;
- 10 041 автомашина;
- 1 471 трактор и тягач;
- 21 701 лошадь.

### Боевой путь
22 июня 1941 года около 02:00 часов по приказу начальника штаба армии войска объединения были подняты по боевой тревоге.
На рассвете пограничные войска НКВД начали отражение германо-румынской агрессии. Начались приграничные сражения в Молдавии. В течение дня войска 9-й отдельной армии подходили к границе и вступали в бои.
25 июня 1941 года армия была передана Южному фронту. В его составе продолжила участвовать в приграничном сражении, отражая наступление противника в Молдавии, северо-западнее города Кишинёва. Затем обороняла рубежи по рекам Днестр и Южный Буг.
В начале июля 1941 года из войск южного, левого фланга 9-й отдельной армии создаётся Приморская группа войск.
С конца июля армия участвовала в Тираспольско-Мелитопольской оборонительной операции. Вскоре, уже 13 августа, армия оказалась в окружении у Николаева. 15 — 21 августа с боями и большими потерями вышла из окружения и отошла на восточный берег реки Ингулец и далее на левый берег Днепра, заняв оборону на левом берегу реки Днепр от населённого пункта Горностаевки до устья.
В сентябре вела оборонительные бои в районе Каховки и наступательные в районе Весёлое. Именно в полосе обороны армии части вооружённых сил Германии (вермахта) смогли форсировать Днепр и прочно закрепиться на левобережном плацдарме. К началу октября 1941 года армия обороняла рубеж по реке Молочная.
29 сентября 1941 года противник перешёл в решительное наступление, началась Донбасско-Ростовская стратегическая оборонительная операция. В её ходе 7 октября 1941 года (составная часть этой операции — Донбасская фронтовая оборонительная операция) часть войск 9-й и 18-й армий в районе Черниговки попали в окружение и вышли из него с большими потерями.
5 — 16 ноября армия принимала участие в Ростовской оборонительной операции, а с 17 ноября по 2 декабря — в Ростовской наступательной операции. В ходе последней 9-я, 37-я отдельная и 56-й отдельная армии нанесли поражение 1-й танковой армии противника, 29 ноября освободили Ростов-на-Дону и вышли на реку Миус.
1 января 1942 года выведена в резерв и к 17 января переброшена на правый фланг Южного фронта — на южный фас Барвенковского выступа.
С 18 по 31 января 1942 года участвовала в Барвенково-Лозовской наступательной операции, затем до 5 апреля вела упорные наступательные бои за освобождение Славянска и Краматорска, однако освободить эти города в этот период не удалось.
7 — 15 мая проводила частную операцию по овладению районом поселка Маяки. Значительного успеха эта операция не имела и была прекращена.
17 — 18 мая отражала контрнаступление немцев из района Славянска на Изюм.
 19-20 мая отошла на левый берег реки Северский Донец и закрепилась на нём.
С 4 июня в составе Юго-Западного, затем (с 12 июля) Южного фронтов участвовала в отражении наступления войск противника в Донбассе и в большой излучине Дона.
14 — 16 июля попала в окружение в районе Миллерово. С боями и большими потерями выходила из окружения в южном направлении. К концу июля остатки войск 9-й армии переправились через Дон и сосредоточились в районе Сальска.
С началом битвы за Кавказ (с 29 июля) выведена в резерв Северо-Кавказского фронта.
В начале августа 1942 года остатки войск 9-й армии были переданы 37-й армии, а полевое управление приняло в своё подчинение в районе Орджоникидзе (ныне: Владикавказ) 11-й гвардейский стрелковый корпус, 151-ю, 176-ю и 384-ю стрелковые дивизии, 62-ю морскую стрелковую бригаду и другие части. В этом составе армия 6 августа вошла в Закавказский фронт и с 9 августа действовала в его Северной группе войск.
С 1 по 28 сентября 1942 года армия участвовала в Моздок-Малгобекской, затем (25 октября — 12 ноября) в Нальчикско-Орджоникидзевской оборонительных операциях, в результате которых продвижение противника на Кавказе было остановлено.
Попытки войск 9-й армии наступать в ноябре—декабре 1942 года оказались безуспешными.
В январе 1943 года войска армии, перейдя в наступление, освободили города Прохладный (5 января), Минеральные Воды (12 января) и во взаимодействии с 37-й армией — Армавир (24 января). Войска армии в ходе преследования противника, находясь с 24 января в составе Северо-Кавказского фронта 2-го формирования, овладели городом Кропоткин (28 января), а в начале февраля вышли на правый берег реки Бейсуг в районе станицы Брюховецкой.
С 9 февраля по 16 марта 1943 года войска армии, находясь в составе главной группировки Северо-Кавказского фронта, приняли участие в Краснодарской операции. В течение весны и лета войска 9-й армии вели бои за улучшение своих позиций и готовились к новому наступлению, а с 9 сентября по 9 октября — участвовали в Новороссийско-Таманской операции. После завершения операции армия была выведена в резерв Северо-Кавказского фронта.
6 ноября 1943 года на основании директивы Ставки ВГК от 29 октября 1943 года соединения и части армии были переданы в состав других объединений, а полевое управление расформировано.

## Командование

### Командующие армией
- Черевиченко Яков Тимофеевич (22.06 — 9.09.1941),
- Харитонов Фёдор Михайлович (9.09.1941 — 20.05.1942),
- Козлов Пётр Михайлович (20.05 — 5.06.1942, 13.05 — 19.06.1943),
- Гордов Василий Николаевич (5 — 17.06.1942),
- Никишев Дмитрий Никитич (18 — 24.06.1942),
- Лопатин Антон Иванович (24.06 — 14.07.1942),
- Пархоменко Феофан Агапович (14.07 — 7.08.1942),
- Марцинкевич Владимир Николаевич (8 — 28.08.1942),
- Коротеев Константин Аполлонович (4.09.1942 — 11.02.1943, 2.03 — 12.05.1943),
- Глаголев Василий Васильевич (11.02 — 22.03.1943),
- Гречкин Алексей Александрович (20.06 — 6.11.1943).

### Члены Военного совета армии
- Колобяков Александр Филаретович (21.06 — 13.09.1941),
- Крайнюков Константин Васильевич (13.09.1941 — 11.11.1942),
- Сенин Григорий Семёнович (19.12.1941 — 5.07.1942),
- Слонь Михаил Варнаевич (5.07.1942 — 6.11.1943),
- Колонин Семён Ефимович (24.08 — 27.11.1942),
- Емельянов Василий Нестерович (28.11.1942 — 6.11.1943).

### Начальники штаба армии
- Захаров Матвей Васильевич (22 — 28.06.1941),
- Бодин Павел Иванович (29.06 — 9.09.1941),
- Иванов Николай Петрович (10.09 — 31.12.1941),
- Символоков Виталий Николаевич (1.01 — 10.02.1942),
- Корженевич Феодосий Константинович (12.02 — 27.05.1942),
- Дашевский Яков Сергеевич (27.05 — 23.06.1942),
- Батюня Александр Григорьевич (24.06 — 7.08.1942),
- Ловягин Пётр Ермолаевич (7 — 23.08.1942),
- Коломинов Александр Николаевич (24.08.1942 — 12.05.1943),
- Филипповский Михаил Сергеевич (12.05 — 6.11.1943).

### Начальники разведки армии
- Гаев Павел Витальевич (07.1941 — 06.1942)

### Состав
На 22 июня 1941 года (по периоду вхождения)
- 14 стрелковый корпус 35 стрелковый корпус 2 кавалерийский корпус 48 стрелковый корпус
- 163 артиллерийский полк 64 стрелковой дивизии (I ф)
- 80 укрепленный район — Рыбницкий
- 81 укрепленный район — Дунайский
- 82 укрепленный район — Тираспольский
- 84 укрепленный район — Верхне-Прутский
- 86 укрепленный район — Нижне-Прутский

На 30.06.1941 года
- 45 отдельный полк связи 9 армии

На 30 июля 1941 года
- 134 армейский запасный стрелковый полк
- 130 армейский запасный стрелковый полк
- 95 стрелковая дивизия
- 1182 легкий артиллерийский полк

На 30 августа 1941 года
- 51 стрелковая дивизия
- 30 горно-стрелковая дивизия
- 74 стрелковая дивизия
- 30 стрелковая дивизия

На 31 августа 1941 года:
- 30 стрелковая дивизия[1]
- 51 стрелковая дивизия[1]
- 74 стрелковая дивизия[1]
- 150 стрелковая дивизия[1]
- 176 стрелковая дивизия[1]
- 296 стрелковая дивизия[1]

На 30.09.1941 года
- 130 стрелковая дивизия
- 218 стрелковая дивизия
- 136 стрелковая дивизия

На 30 октября 1941 года
- 395 стрелковая дивизия
- 35 кавалерийская дивизия
- 292 стрелковая дивизия
- 56 кавалерийская дивизия
- 31 стрелковая дивизия
- 1 тракторная бригада
- 2 тракторная бригада

На 30 ноября 1941 года
- 142 танковая бригада
- 68 кавалерийская дивизия

На 30 декабря 1941 года
- 317 стрелковая дивизия

На 31 января 1942 года
- 38 кавалерийская дивизия
- 333 стрелковая дивизия
- 12 танковая бригада
- 335 стрелковая дивизия

На 31 марта 1942 года
- 66 кавалерийская дивизия
- 99 стрелковая дивизия
- 150 стрелковая дивизия
- 349 стрелковая дивизия

На 30 апреля 1942 года
- 106 стрелковая дивизия
- 341 стрелковая дивизия
- 121 танковая бригада

На 31 мая 1942 года
- 3 танковая бригада
- 5 кавалерийский корпус
- 343 стрелковая дивизия
- 296 стрелковая дивизия

На 30 июня 1942 года
- 140 стрелковая дивизия
- 81 стрелковая дивизия
- 318 горно-стрелковая дивизия

На 31 июля 1942 года
- 74 укрепленный район
- 242 стрелковая дивизия

На 31 августа 1942 года
- 151 стрелковая дивизия
- 417 стрелковая дивизия
- 392 стрелковая дивизия
- 176 стрелковая дивизия

На 30 сентября 1942 года
- 89 стрелковая дивизия
- 5 гвардейская танковая бригада

На 31 октября 1942 года
- 347 стрелковая дивизия
- 337 стрелковая дивизия
- 3-й стрелковый корпус
- 2 танковая бригада

На 30 ноября 1942 года
- 10 гвардейский стрелковый корпус
- 11 гвардейский стрелковый корпус
- 207 танковая бригада
- 319 стрелковая дивизия
- 15 танковая бригада
- 63 танковая бригада

На 31 декабря 1942 года
- 140 танковая бригада
- 10 миномётный полк

На 31 января 1943 года
- 9 стрелковый корпус
- 52 танковая бригада

На 28 февраля 1943 года
- 34 гвардейская танковая бригада
- 223 стрелковая дивизия
- 409 стрелковая дивизия

На 31 марта 1943 года
- 11 стрелковый корпус

На 31 августа 1943 года
- 304 стрелковая дивизия
- 389 стрелковая дивизия

На 30 сентября 1943 года
- 316 стрелковая дивизия

На 31 октября 1943 года
- 276 стрелковая дивизия
- 351 стрелковая дивизия
- 107 стрелковый корпус

## 4-е формирование
С 1966 года 9-я армия входила в состав Закавказского военного округа (дислокация — город Кутаиси, где ранее дислоцировался 76-й стрелковый корпус, ставший в 1955 году 31-м армейским корпусом). В состав армии входили 4 стрелковые дивизии: 10-я гвардейская (Ахалцихе), 145-я (Батуми), 147-я (Ахалкалаки) и 152-я. В 1989 году соединения и части армии были переданы в 31-й армейский корпус. 
 К концу июля 1993 года армия покинула Кутаиси.